# Labuan Bajo
Labuan Bajo – miasto w Indonezji na wyspie Flores w prowincji Małe Wyspy Sundajskie Wschodnie. Ośrodek administracyjny kabupatenu Manggarai Barat.